# Tsaile
Tsaile (Navajo: Tsééhílį́) ist ein Census-designated place im Apache County im US-Bundesstaat Arizona. Das U.S. Census Bureau hat bei der Volkszählung 2020 eine Einwohnerzahl von 1.408 ermittelt.
Tsaile hat eine Fläche von 15,5 km². Die Bevölkerungsdichte liegt bei 91 Einwohnern je km². 
Die Koordinaten sind 36°18'17" Nord, 109°13'24" West. In Tsaile befindet sich auch die Diné College (früher Navajo Community College).